# Tokyo Gas
Tokyo Gas (яп. 東京瓦斯株式会社) — найбільша японська газова компанія. Ключовий постачальник природного газу в Токіо, префектурах Канагава, Сайтама, Тіба, Ібаракі, Тотігі, Гумма, Яманасі і Нагано.

## Історія

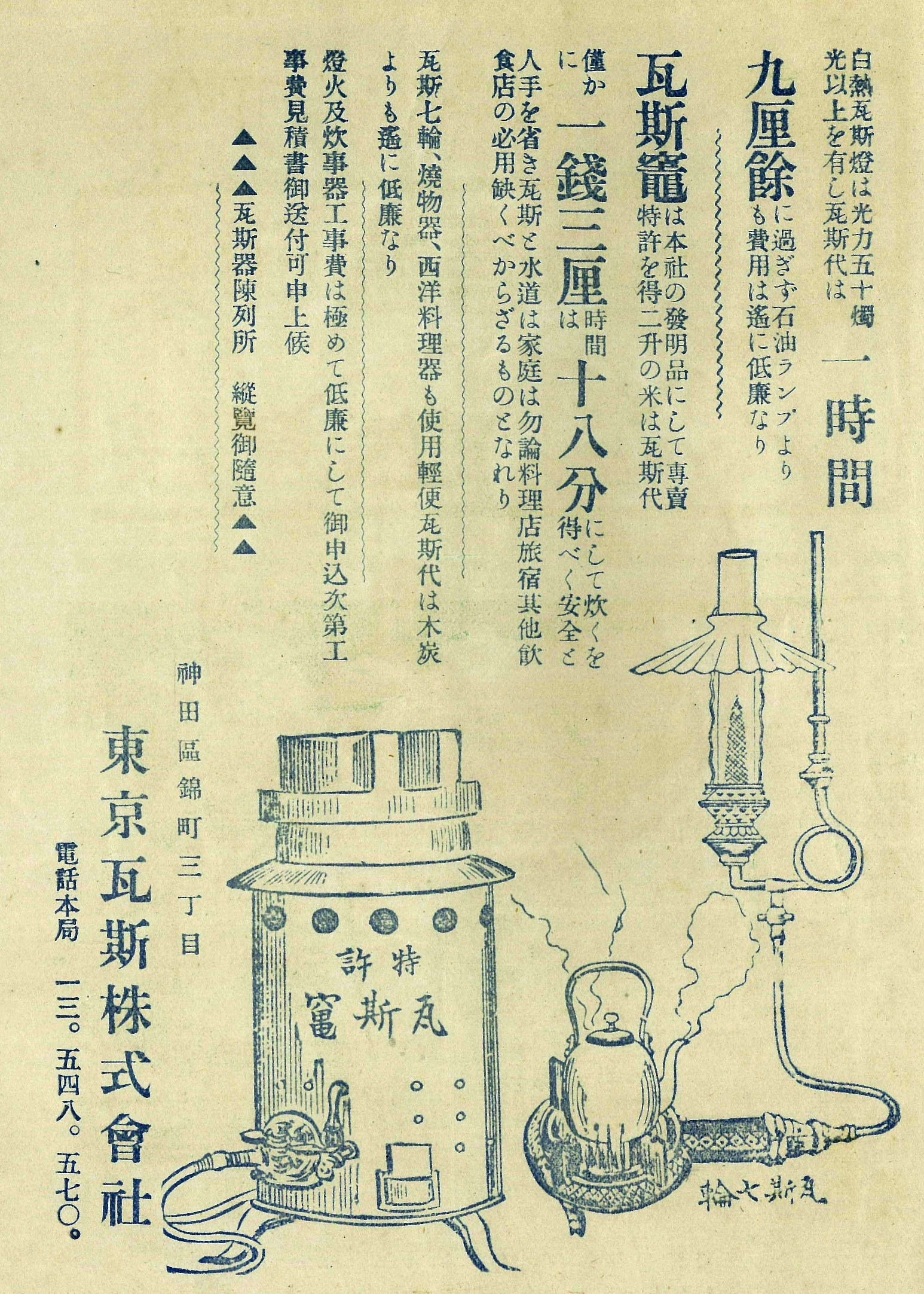
Реклама компанії. 1904 рік.

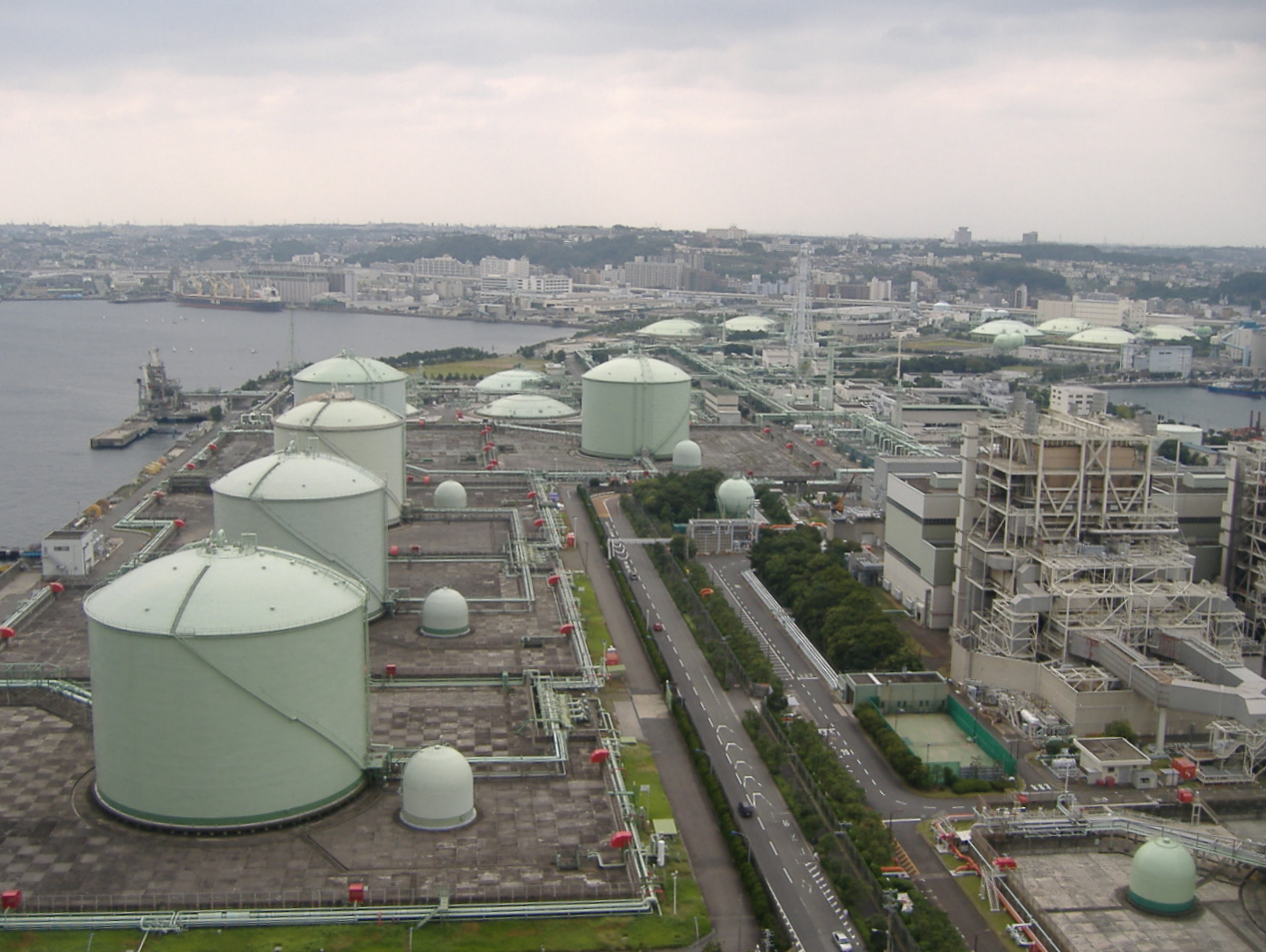
СПГ-термінал компанії в Йокогамі.

Tokyo Gas була заснована в жовтні 1885 року.
В 1893, після набуття чинності Комерційного кодексу, компанія була перейменована в Tokyo Gas Co., Ltd.
В 1944-1945 до компанії приєднується 19 газових компаній.
До 1955 число клієнтів компанії досягла 1 млн.
У травні 1966 запущений СПГ-термінал Negishi.
До 1966 число клієнтів досягло 3 млн.
В 1969 почалися поставки зрідженого природного газу з Аляски, а в 1973 році — з Брунею.
У лютому 1973 запущений СПГ-термінал Sodegaura. У тому ж році заснована Tokyo Gas Chemical Co., Ltd.
До 1995 року число клієнтів досягло 8 млн.
В 1998 введений в експлуатацію новий СПГ-термінал Ohgishima.
В 2007 число клієнтів компанії перевищила 10 млн осіб.

## Сьогодення компанії
У фінансовому році, що закінчився 31 березня 2011, Tokyo Gas реалізувала 13 745 млн кубометрів природного газу. Компанія контролює 55 574 км розподільних газових мереж (за цим показником поступається лише компанії Osaka Gas). Компанія обслуговує більше 10,5 млн клієнтів. Зараз Tokyo Gas імпортує СПГ з Катару, Індонезії, Брунею, Австралії, Малайзії і Росії (Сахалін). З Брунею газ закуповується у напівдержавній Brunei LNG Sdn. Bhd. спільно з TEPCO і Osaka Gas. Згідно з чинним договором щорічно компанії закуповують 2,03 тонн СПГ, з яких 1 млн тонн припадає на Tokyo Gas.
З 2009 року компанія спільно з Panasonic розвиває проект впровадження паливних елементів для житлових будинків. Електроенергія в них виробляється в результаті хімічної реакції між киснем з повітря і воднем з газу. Також, як побічний продукт виробляється тепло, що використовується для обігріву та виробництва гарячої води.
Крім основного бізнесу, галузь інтересів компанії поширюється також на нерухомість. Дочірні компанії Tokyo Gas займаються управлінням готелями.